# NTT西日本女子バレーボール部
NTT西日本女子バレーボール部（エヌティーティーにしにほんじょしバレーボールぶ）は、兵庫県神戸市を本拠地として活動していた、NTT西日本の女子バレーボールチームである。

## 概要
1928年11月に9人制バレーボールチーム「美東里（みどり）会」として、兵庫県神戸市で創部。1933-1938年まで様々な全国大会で優勝した。
旧逓信省から戦中戦後を通じさまざまな組織変更があり、1952年日本電信電話公社発足を期にチーム名を「電電神戸女子バレー部」と称し、1967年には6人制のチームに移行した。その後も組織の変遷により、1973年にチーム名を「電電近畿神戸」、1986年には「NTT関西神戸」、1999年には「NTT西日本」と改称していった。NTT（旧電電公社）には支社単位で様々なスポーツチームが存在したが、バレーボールにおいては、男子のNTT東海とならび女子の本チームが実績として顕著な存在である。
実業団リーグには第1回リーグから参加。一時期地域リーグに降格したが、第11回リーグから再度登場し、1981年に悲願の日本リーグ入りを果たした。
1995年1月に発生した阪神・淡路大震災で体育館が壊滅的な被害を受け、ジプシー生活を余儀なくされた。
2002年、NTT西日本の業績不振により、男子チームのNTT西日本レグルスとともに休部された。

## 成績

### 主な成績
実業団リーグ / V1リーグ
- 優勝　なし
- 準優勝　4回（1981年、1983年、2000年、2002年）

地域リーグ（プレーオフ）
- 優勝　2回（1989年、1993年）
- 準優勝　1回（1995年）

全日本都市対抗（現黒鷲旗大会）
- ベスト8 - 1973年

国民体育大会成年女子（6人制）
- 準優勝 1回（2001年）

### 年度別成績
| 大会名       | 大会名            | 順位   | 参加チーム数 | 試合数 | 勝 | 敗 | 勝率  |
| ------------ | ----------------- | ------ | ------------ | ------ | -- | -- | ----- |
| 実業団リーグ | 第1回 (1969/70)   | 3位    | 6チーム      | 10     | 6  | 4  | 0.600 |
| 実業団リーグ | 第2回 (1970/71)   | 5位    | 6チーム      | 10     | 2  | 8  | 0.200 |
| 実業団リーグ | 第3回 (1971/72)   | 5位    | 6チーム      | 10     | 3  | 7  | 0.300 |
| 実業団リーグ | 第4回 (1972/73)   | 5位    | 6チーム      | 10     | 1  | 9  | 0.100 |
| 実業団リーグ | 第11回 (1979/80)  | 4位    | 6チーム      | 10     | 6  | 4  | 0.600 |
| 実業団リーグ | 第12回 (1980/81)  | 準優勝 | 6チーム      | 10     | 8  | 2  | 0.800 |
| 日本リーグ   | 第15回 (1981/82)  | 8位    | 8チーム      | 21     | 3  | 18 | 0.143 |
| 実業団リーグ | 第14回 (1982/83)  | 準優勝 | 6チーム      | 10     | 7  | 3  | 0.700 |
| 日本リーグ   | 第17回 (1983/84)  | 7位    | 8チーム      | 21     | 4  | 17 | 0.190 |
| 実業団リーグ | 第16回 (1984/85)  | 3位    | 8チーム      | 14     | 10 | 4  | 0.714 |
| 実業団リーグ | 第17回 (1985/86)  | 5位    | 8チーム      | 14     | 7  | 7  | 0.500 |
| 実業団リーグ | 第18回 (1986/87)  | 4位    | 8チーム      | 14     | 8  | 6  | 0.571 |
| 実業団リーグ | 第19回 (1987/88)  | 8位    | 8チーム      | 14     | 1  | 13 | 0.071 |
| 実業団リーグ | 第21回 (1989/90)  | 7位    | 8チーム      | 14     | 3  | 11 | 0.214 |
| 実業団リーグ | 第25回 (1993/94)  | 8位    | 8チーム      | 14     | 1  | 13 | 0.071 |
| 実業団リーグ | 第27回 (1995/96)  | 6位    | 8チーム      | 14     | 6  | 8  | 0.429 |
| 実業団リーグ | 第28回 (1996/97)  | 6位    | 8チーム      | 14     | 4  | 10 | 0.286 |
| 実業団リーグ | 第29回 (1997/98)  | 7位    | 8チーム      | 14     | 2  | 12 | 0.143 |
| V1リーグ     | 第1回 (1998/99)   | 3位    | 8チーム      | 14     | 8  | 6  | 0.571 |
| V1リーグ     | 第2回 (1999/2000) | 準優勝 | 8チーム      | 14     | 10 | 4  | 0.714 |
| V1リーグ     | 第3回 (2000/01)   | 3位    | 8チーム      | 14     | 10 | 4  | 0.714 |
| V1リーグ     | 第4回 (2001/02)   | 準優勝 | 7チーム      | 12     | 9  | 3  | 0.750 |

## 主な在籍選手
- 仁木希